# What About Bob?
What About Bob? (br: Nosso querido Bob? / pt: Que se passa com Bob?) é um filme de comédia dos Estados Unidos de 1991, realizado por Frank Oz.

## Sinopse
Leo Marvin (Richard Dreyfuss) é um psiquiatra que atravessa o momento mais importante da sua carreira. Leo acabou de lançar o livro intitulado "O Passo do Bebê" e está prestes a ser entrevistado pela televisão. Mas a sua vida é perturbada quando lhe é atribuído um doente (Bill Murray) extremamente inseguro de si próprio e que quando descobre que o seu terapeuta vai tirar férias, fica desesperado e tenta usar diversas formas para descobrir onde o seu médico está a passar as férias com a família.
Quando ele chega ao local o psiquiatra fica irritadíssimo, mas em contrapartida toda a família dele simpatiza com este paciente neurótico, mas extremamente amável que sempre diz que vai embora mas regressa pelos motivos mais diversos, deixando o médico totalmente fora de si.

## Elenco
- Richard Dreyfuss (Leo Marvin)
- Bill Murray (Bob Wiley)
- Julie Hagerty (Fay Marvin)
- Charlie Korsmo (Sigmund "Siggy" Marvin)
- Kathryn Erbe (Anna Marvin)
- Tom Aldredge (Sr. Guttman)
- Susan Willis (Sra. Guttman)
- Roger Bowen (Phil)
- Fran Brill (Lily Marvin)
- Brian Reddy (Carswell Fensterwald)
- Doris Belack (Dra. Catherine Tomsky)
- Melinda Mullins (Maria Grady)
- Aida Turturro (Prostituta)

## Ficha Técnica
Título Original: What About Bob?
- Género: Comédia
- Tempo de Duração: 98 minutos
- Ano de Lançamento (EUA): 1991
- Estúdio: Touchstone Pictures / Touchwood Pacific Partners 1
- Distribuição: Buena Vista Pictures / Warner Bros.
- Realizador: Frank Oz
- Argumento: Tom Schulman, baseado na história de Alvin Sargent e Laura Ziskin
- Produção: Laura Ziskin
- Música: Miles Goodman
- Fotografia: Michael Ballhaus
- Desenho de Produção: Leslie Dilley
- Direcção de Arte: Jack Blackman
- Guarda-Roupa: Bernie Pollack
- Edição: Anne V. Coates

## Prémios e nomeações
- Recebeu uma nomeação ao MTV Movie Awards, na categoria de:
  - Melhor Comediante (Bill Murray)